# Aeroporto Changi de Singapura
O Aeroporto Changi de Singapura (em inglês: Singapore Changi Airport) (IATA: SIN, ICAO: WSSS) é o principal aeroporto de Singapura e um dos mais importantes aeroportos do sudeste da Ásia.
Em 2013 recebeu 53,7 milhões de passageiros e recebe diariamente 136,738 passageiros. Anualmente tem 343,765 movimentos e voos de 106 companhias aéreas, que voam para mais de 300 cidades em 70 países. O Aeroporto de Singapura é importante no desenvolvimento econômico do país, emprega 32.000 pessoas. 
O Aeroporto de Singapura é importante nas ligações para a Austrália, sendo um importante local da "Rota do Canguru", que liga a Austrália a Europa via Singapura. O aeroporto é o principal hub da companhia Singapore Airlines. O aeroporto tambem foi o principal hub da companhia Silk Air

## Destinos

Mapa dos destinos internacionais do aeroporto.

## Estatísticas
Ver a consulta original do Wikidata.